# Sölve (1874)
Sölve, officiellt HM Pansarbåt Sölve, var en monitor /3. klass pansarbåt i den svenska flottan. Hon byggdes på Motala varv i Norrköping och sjösattes 1875. Hon ombyggdes 1899-1901. Hon togs ur tjänst 1919 och användes därefter som tankpråm. Som civilt fartyg, bland annat ägt av oljebolaget Mobil, hade fartyget namnet Pegasus. I dag är Sölve utställd vid Göteborgs Maritima Centrum i sitt tankpråmsutförande.

## Galleri

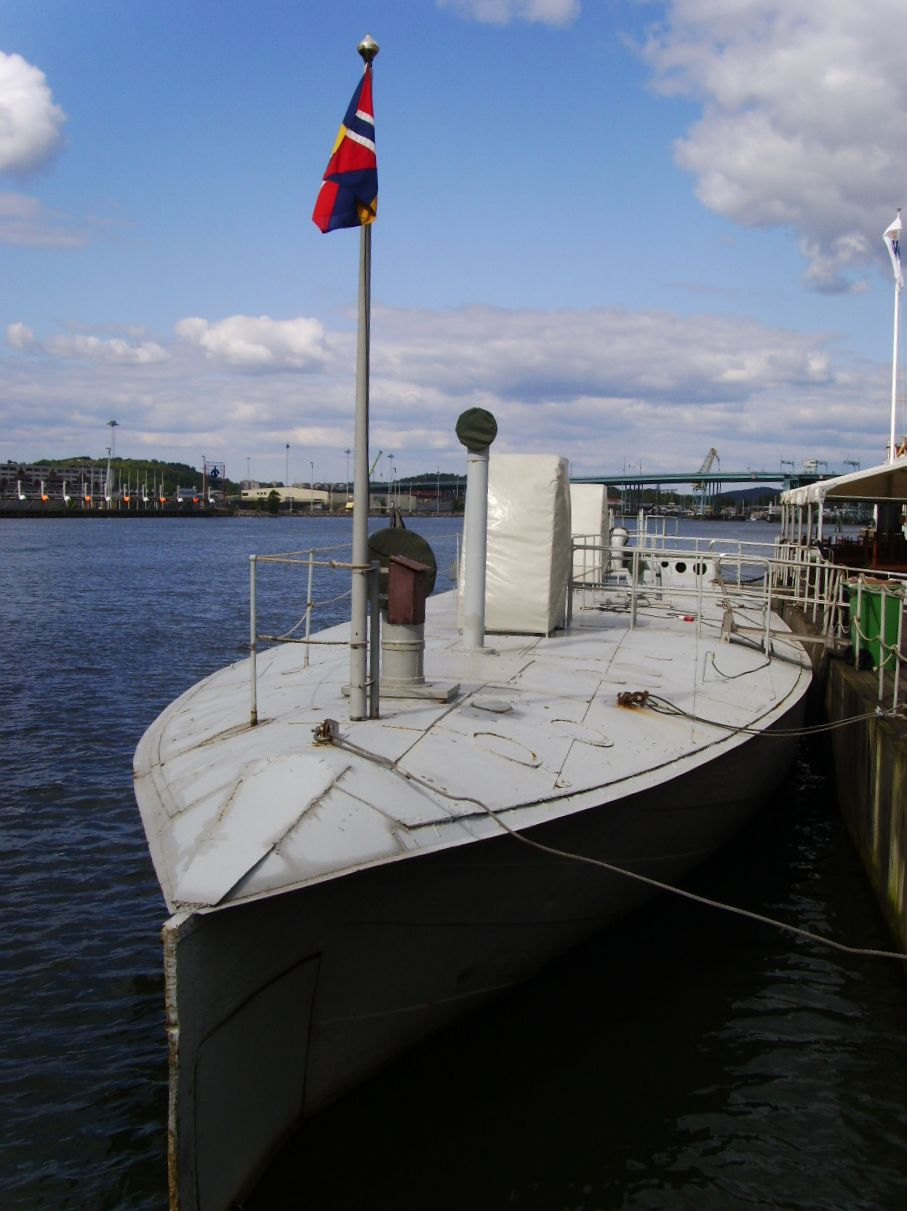
HMS Sölve
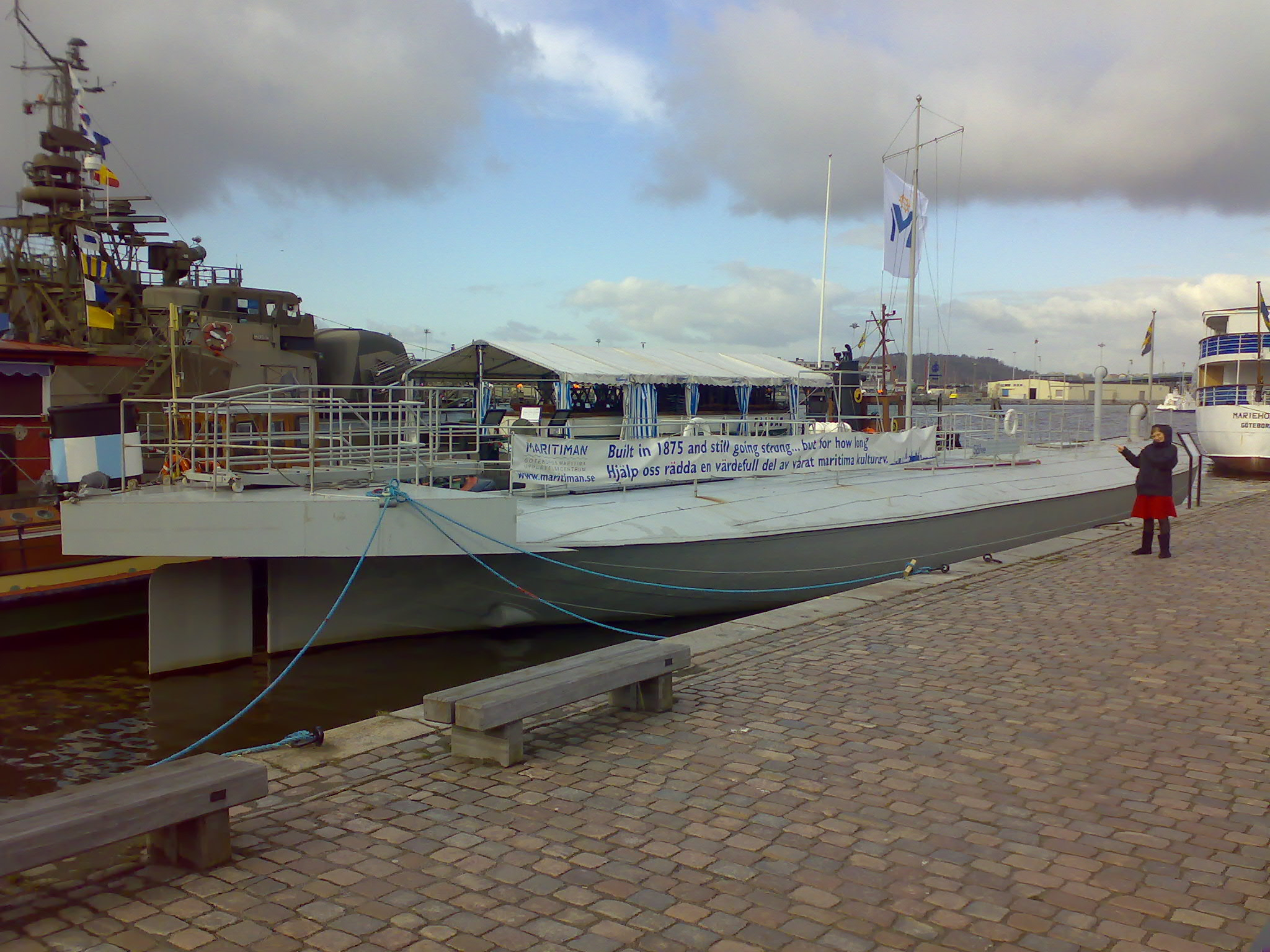
HMS Sölve på Göteborgs Maritima Centrum